# M62 (locomotive)
 (mars 2022).
Si vous disposez d'ouvrages ou d'articles de référence ou si vous connaissez des sites web de qualité traitant du thème abordé ici, merci de compléter l'article en donnant les références utiles à sa vérifiabilité et en les liant à la section « Notes et références ».
Pour les articles homonymes, voir M62.
La M62 est locomotive pour trains de fret, elle fut exportée parmi les pays du bloc de l'Est comme Cuba, la Corée du Nord ou la Mongolie. Après la M62 existe aussi la version double 2M62 et la version triple 3M62.

## Histoire
Un total de 7164 furent construites, certaines converties en versions triples ou doubles.

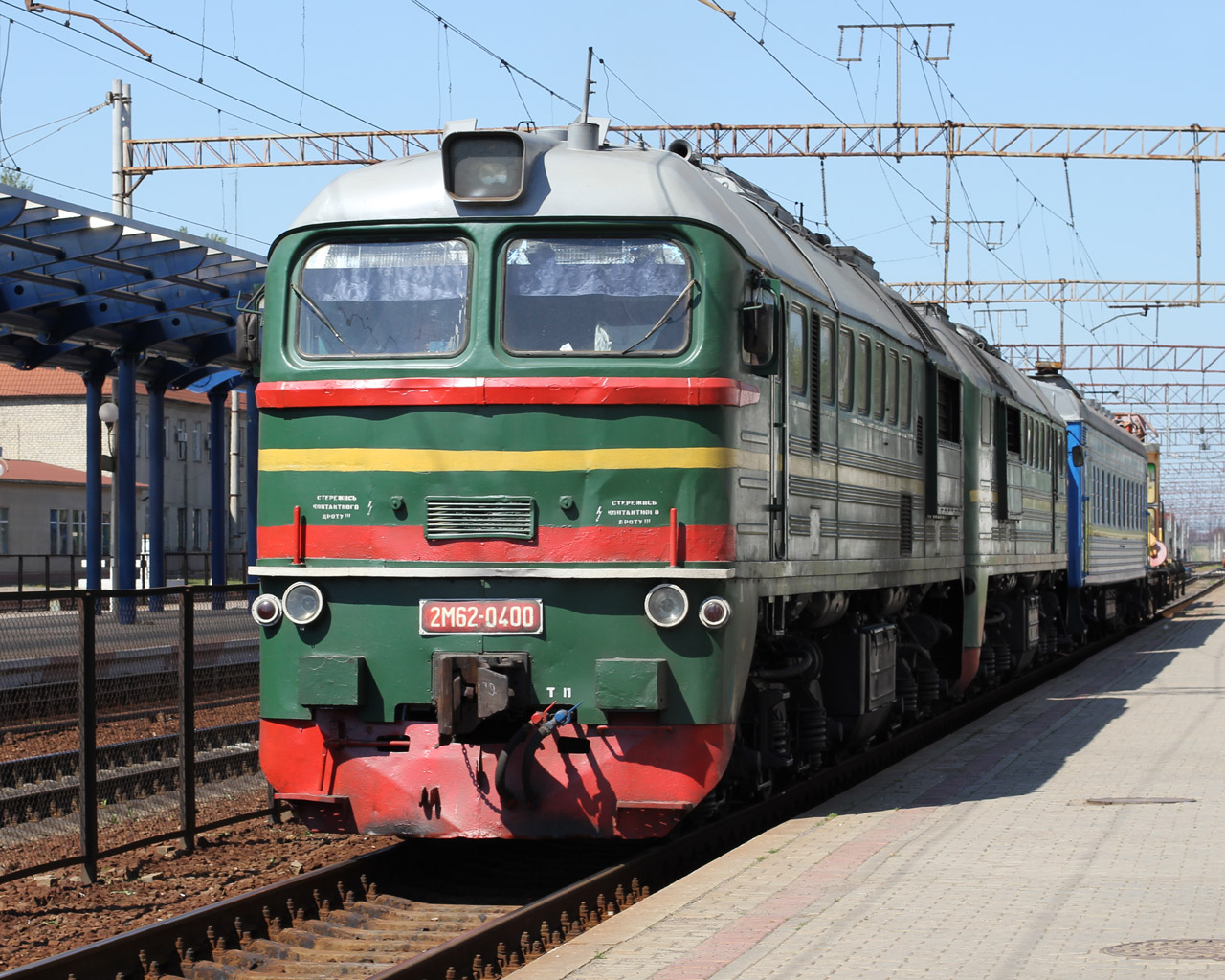
Une 2M62 en Gare de Vinnytsia.
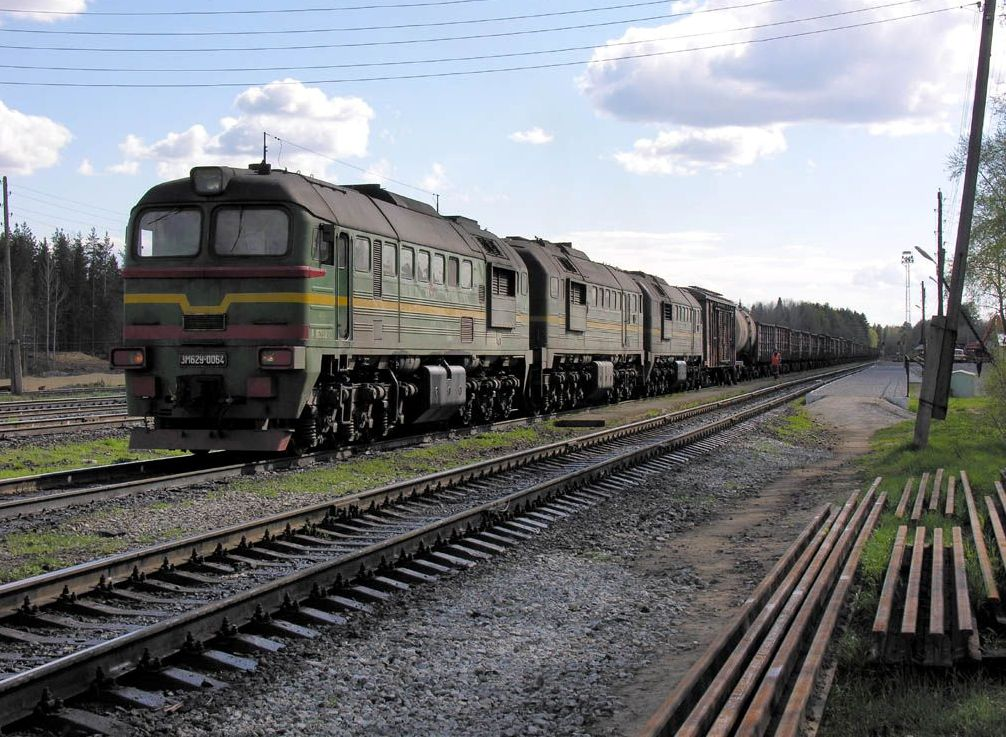
Une 3M62 à Matkasekla, Raïon de Sortavala.